# Campionati del mondo di ciclismo su pista 2018 - Inseguimento individuale maschile
La gara a squadre di inseguimento maschile ai Campionati del mondo di ciclismo su pista 2018 si è svolta il 2 marzo 2018.

## Risultati

### Qualificazioni
I migliori due tempi si qualificano per la finale per l'oro, il terzo e il quarto tempo si qualificano per la finale per il bronzo.
| Posizione | Atleta              | Nazione     | Tempo    | Gap     | Note |
| --------- | ------------------- | ----------- | -------- | ------- | ---- |
| 1         | Ivo Oliveira        | Portogallo  | 4:12.365 |         | Q    |
| 2         | Filippo Ganna       | Italia      | 4:13.622 | +1.257  | Q    |
| 3         | Charlie Tanfield    | Regno Unito | 4:14.025 | +1.660  | q    |
| 4         | Aleksandr Evtušenko | Russia      | 4:14:742 | +2.377  | q    |
| 5         | Felix Groß          | Germania    | 4:15.303 | +2.938  |      |
| 6         | Kersten Thiele      | Germania    | 4:17.281 | +4.916  |      |
| 7         | Ashton Lambie       | Stati Uniti | 4:17.634 | +5.235  |      |
| 8         | Mikhail Shemetau    | Bielorussia | 4:20.404 | +8.039  |      |
| 9         | Daniel Bigham       | Regno Unito | 4:20.678 | +8.282  |      |
| 10        | Stefan Bissegger    | Svizzera    | 4:21.740 | +9.345  |      |
| 11        | Louis Pijourlet     | Francia     | 4:22.896 | +10.505 |      |
| 12        | Dion Beukeboom      | Paesi Bassi | 4:23.083 | +10.718 |      |
| 13        | Nicolas Pietrula    | Rep. Ceca   | 4:24.414 | +12.049 |      |
| 14        | Derek Gee           | Canada      | 4:26.150 | +13.754 |      |
| 15        | Michele Scartezzini | Italia      | 4:26.156 | +13.767 |      |
| 16        | Dawid Czubak        | Polonia     | 4:26.634 | +14.241 |      |
| 17        | Marco Coledan       | Italia      | 4:27.434 | +15.069 |      |
| 18        | Florian Maitre      | Francia     | 4:28.675 | +16.284 |      |
| 19        | Bartosz Rudyk       | Polonia     | 4:30.379 | +18.014 |      |
| 20        | Ivan Smirnov        | Russia      | 4:31.144 | +18.779 |      |
| 21        | Ryo Chikatani       | Giappone    | 4:32.340 | +19.975 |      |

### Finale
La finale è iniziata alle 20:11.
| Posizione            | AtletA              | Nazione     | Tempo    | Gap    | Note |
| -------------------- | ------------------- | ----------- | -------- | ------ | ---- |
| Finale per l'oro     |                     |             |          |        |      |
| 1                    | Filippo Ganna       | Italia      | 4:13.607 |        |      |
| 2                    | Ivo Oliveira        | Portogallo  | 4:15.428 | +1.821 |      |
| Finale per il bronzo |                     |             |          |        |      |
| 3                    | Aleksandr Evtušenko | Russia      | 4:13.786 |        |      |
| 4                    | Charlie Tanfield    | Regno Unito | 4:15.930 | +2.144 |      |